# Shooter Jennings
Waylon Albright Jennings, detto Shooter (Nashville, 19 maggio 1979), è un cantautore e produttore discografico statunitense.

## Biografia
Shooter è l'unico figlio degli artisti di musica country Waylon Jennings e Jessi Colter. Suo padre è deceduto in Arizona nel 2002 per complicazioni di diabete.
Dal 2001 al 2011 è stato legato sentimentalmente all'attrice Drea de Matteo, da cui ha avuto due figli: Alabama Gypsy Rose (2007) e Waylon Albert (2011). Nel 2013 Shooter si è sposato in California con Misty Brooke Swain.
Ha militato nei primi anni 2000 in un gruppo chiamato Stargunn. Nel 2005 ha firmato un contratto discografico da solista con la Universal South Records e nello stesso anno ha pubblicato il suo album di debutto Put the "O" Back in Country. Il produttore del disco è Dave Cobb; inoltre vi partecipa George Jones.
Nel 2007 collabora con Deana Carter per l'album The Chain. Nello stesso anno esce The Wolf, disco che contiene tra l'altro la cover di Walk of Life dei Dire Straits. Dopo la pubblicazione della raccolta Bad Magick: The Best of Shooter Jennings and the .357's (2009) si separa dalla Universal. Il successivo album Black Ribbons (marzo 2010) viene diffuso dalla Black Country Rock e vede la partecipazione dello scrittore Stephen King nelle vesti di narratore.
Nel 2012 prende parte a un progetto-tributo a Johnny Cash confluito nell'album dal vivo We Walk the Line: A Celebration of the Music of Johnny Cash.
Nel marzo 2012 esce Family Man, seguito da The Other Life (2013) e da Heirophant: The Magic (2014).
Nel 2015 realizzala cover del brano The Most Sensible Thing di Waylon Jenning con lo youtuber Angry Grandpa.
Nel febbraio 2016 pubblica Countach (For Giorgio), un album ispirato alla musica di Giorgio Moroder.

## Discografia

### Album in studio
- 2001 - The Only Way Up Is Down, Part One (con gli Stargunn)
- 2005 - Put the "O" Back in Country
- 2006 - Electric Rodeo
- 2007 - The Wolf
- 2010 - Black Ribbons
- 2012 - Family Man
- 2013 - The Other Life
- 2014 - Heirophant: The Magic
- 2014 - Fenixon (con Waylon Jennings)
- 2016 - Countach (For Giorgio)
- 2018 . Shooter

### EP
- 2014 - Don’t Wait Up (For George) EP

### Album dal vivo
- 2006 - Live at Irving Plaza 4.18.06

### Raccolte
- 2009 - Bad Magick: The Best of Shooter Jennings and the .357's